# Municipio de De Witt (Dakota del Norte)
El municipio de De Witt (en inglés: De Witt Township) es un municipio ubicado en el condado de Divide en el estado estadounidense de Dakota del Norte. En el año 2010 tenía una población de 18 habitantes y una densidad poblacional de 0,16 personas por km².

## Geografía
El municipio de De Witt se encuentra ubicado en las coordenadas 48°57′13″N 103°47′14″O / 48.95361, -103.78722. Según la Oficina del Censo de los Estados Unidos, el municipio tiene una superficie total de 109.55 km², de la cual 106,73 km² corresponden a tierra firme y (2,57 %) 2,81 km² es agua.

## Demografía
Según el censo de 2010, había 18 personas residiendo en el municipio de De Witt. La densidad de población era de 0,16 hab./km². De los 18 habitantes, el municipio de De Witt estaba compuesto por el 100 % blancos. Del total de la población el 0 % eran hispanos o latinos de cualquier raza.